# Ericydnus karakalensis
Ericydnus karakalensis är en stekelart som beskrevs av Svetlana N. Myartseva 1980. Ericydnus karakalensis ingår i släktet Ericydnus och familjen sköldlussteklar.
Artens utbredningsområde är Turkmenistan. Inga underarter finns listade i Catalogue of Life.